# Dragan Jočić
Dragan Jočić (en serbe cyrillique : Драган Јочић ; né le 7 septembre 1960 à Belgrade), est un homme politique serbe. Il est vice-président du Parti démocratique de Serbie. Du 3 mars 2004 au 7 juillet 2008, il est ministre de l'intérieur dans les gouvernements présidés par Vojislav Koštunica.

## Biographie
Après un diplôme obtenu à la Faculté de droit de l'université de Belgrade, Dragan Jočić commence par exercer le droit en pratique privée. Il devient membre du Parti démocratique de Serbie dès sa fondation en 1992 et rejoint son conseil exécutif. De 1992 à 1997, il est député à l'Assemblée nationale et siège depuis 2000 au conseil municipal de Belgrade.
Le 25 janvier 2008, Dragan Jočić est grièvement blessé dans un accident de voiture sur l'autoroute Belgrade-Niš près de Velika Plana. Il est transporté par avion à la clinique orthopédique Banjica de Belgrade où il subit une opération chirurgicale le 26 au matin.